# Всеобщие выборы в Перу (1956)
Всеобщие выборы в Перу проходили 17 июня 1956 года. На них избирались президент и члены обеих палат Конгресса Республики. Впервые на выборах в Перу могли голосовать женщины. В результате президентом был избран представлявший Перуанское демократическое движение Мануэль Прадо-и-Угартече, получивший 45,5 % голосов.

## Результаты

### Президентские выборы
| Кандидат                             | Партия                                         | Голоса    | %    |
| ------------------------------------ | ---------------------------------------------- | --------- | ---- |
| Мануэль Прадо-и-Угартече             | Перуанское демократическое движение            | 567 713   | 45,5 |
| Фернандо Белаунде Терри              | Демократический молодёжный фронт               | 457 966   | 36,7 |
| Эрнандо де Лавалль Варгас            | Национальное единство/Демократическое согласие | 222 619   | 17,8 |
| Недействительных/пустых бюллетеней   | Недействительных/пустых бюллетеней             | 75 931    | –    |
| Всего                                | Всего                                          | 1 324 229 | 100  |
| Зарегистрированных избирателей/ Явка | Зарегистрированных избирателей/ Явка           | 1 575 741 | 84,0 |
| Источник: Nohlen                     |                                                |           |      |